# Бертен, Луиза
Луиза Анжелика Бертен (фр. Louise-Angélique Bertin, 15 февраля 1805, Рош, Эссонна — 26 апреля 1877, Париж) — французский композитор и поэтесса. Дружила с Виктором Гюго.

## Биография
Дочь Луи-Франсуа Бертена, главного редактора известной газеты Journal des débats (позже газету возглавил брат Луизы).
Первоначально посвятила себя живописи, потом музыке. Училась музыке у Ф.-Ж. Фетиса. В 1827 году поставила на сцене театра Feydeau небольшую комическую оперу «Le Loup garou» (Оборотень), благосклонно принятую публикой. Другая её опера, «Фауст» (Fausto, 1831), также отличалась оригинальностью. Позднейшее произведение Бертен, опера « Esmeralda», либретто которой сочинил её друг Виктор Гюго, а премьерой дирижировал Гектор Берлиоз, была принята французской публикой Большой Оперы довольно холодно (также усиленно распространялись слухи о том, что Берлиоз сочинил, по крайней мере, часть музыки). В 1842 году Бертен издала сборник стихов под заглавием: «Les Glanes» (Колосья), который удостоился академической премии.

## Творчество
Автор двух книг стихов:
- «Колосья» (1842, премия Французской Академии),
- «Новые колосья» (1876);

автор кантат, камерных симфоний, струнных квартетов и трио, вокальных и инструментальных сочинений (в том числе — шести баллад для фортепиано), четырёх опер и др.

## Оперы
- «Гай Мэннеринг» (1825) — по одноимённому роману Вальтера Скотта;
- «Оборотень» (1827) — комическая опера;
- «Фауст» (1831) — по одноимённой трагедии Гёте;
- «Эсмеральда» (1836) — с либретто Виктора Гюго по его роману «Собор Парижской Богоматери».